# بانک اطلاعات فیلم‌های مسیحی
بانک اطلاعات فیلم‌های مسیحی (انگلیسی: Christian Film Database) که به اختصار «CFDb» نامیده می‌شود، یک بانک اطلاعات اینترنتی دربارهٔ «فیلم‌های مسیحی» است که هدف از طراحی آن، ارائهٔ یک نسخهٔ مسیحی از بانک اطلاعات اینترنتی فیلم‌ها بود.
برای آنکه یک فیلم در این وبسایت ثبت شود، دو ویژگی باید داشته باشد:
1. موضوعِ فیلم باید به نحوی به خدا، عیسی یا روح‌القدس مرتبط باشد.
2. هدف از ساخت و بازاریابی فیلم، می‌بایست جامعهٔ مسیحیت باشد و طبعاً مسیحی‌ها در جستجوی آن، در بانک اطلاعات خواهند بود.